# Monforte de Lemos
Monforte de Lemos è una città, e un comune spagnolo situato nel sud della provincia di Lugo, nella Comunità Autonoma della Galizia. Ricevette il titolo di città nel 1885.
Con una popolazione di circa 18 000 abitanti secondo l'IGE, Monforte de Lemos è il secondo comune più popolato della provincia di Lugo, superato soltanto dal suo capoluogo.
Nel corso del XX secolo, ebbe più di 20 000 abitanti, cifra che non è mai tornato ad avere.
Il suo gentilizio è monfortino/a.
Con l'arrivo della ferrovia nel 1883, Monforte diventò il nodo ferroviario più importante di Galizia e contribuì allo sviluppo della città. Il suo patrimonio storico è composto da, tra altri, il monasterio di San Vicente do Pino (oggi diventato in Ostello Nazionale), sito su una alta collina e la scuola di Nosa Señora da Antiga, il cosiddetto "Escorial Gallego"

## Storia

### Origine: dal paleolitico ai romani
La storia di Monforte di Lemos risale al paleolitico, e i suoi primi abitanti conosciuti furono i Oestrimnios.
All'epoca castrexa o della cultura dei castros, propria delle tribù celtiche, era la tribù dei Lemavos quella che popolaba la zona. I primi riferimenti scritti a questa tribù, risalgono ai storiografi romani Plinio e Estrabon nel I secolo a.C.
La parola Lemos significa "Terra umida e fertile". L'origine di queta parola può essere dovuto a che Monforte, ora valle, era una grande laguna.
Inoltre, il fiume che attraversa la città, il Cabe, era noto per le sue proprietà ferruginose e molto apprezzato al momento di trattare le spade dei guerrieri celtici

## Simboli
Lo stemma di Monforte de Lemos fu approvato dopo la relazione del Consiglio araldico di Galizia dal Governo regionale nel 2002.

## Geografia fisica
È situata in una valle, tra due fiumi, il Miño e il Sil. È il nucleo della regione conosciuta come Terra di Lemos, e capitale della zona della Ribeira Sacra.
Secondo una stima del 2009 contava 19 546 abitanti con una densità di 97,97 ab./km²

## Note

### Territorio
- Altitudine: 298 metri.
- Superficie: 201,6 km².
- Comarca: Terra de Lemos
- Distretto: Monforte de Lemos